# Vincenzo Labella
Vincenzo Labella, né à Rome en 1925 et mort à Los Angeles le 28 juillet 2018, est un producteur cinématographique, scénariste et réalisateur italien.

## Biographie
Vincenzo Labella est né en 1925 au Vatican, où son père était doyen des Salles pontificales au service du pape. Il commence sa carrière professionnelle comme historien, journaliste et documentariste, ayant libre accès à la Bibliothèque Apostolique du Vatican.
Il entame sa carrière cinématographique en 1961 comme consultant pour Barrabas de Richard Fleischer et en 1965 comme co-auteur de E venne un uomo, d'Ermanno Olmi.
Il a produit plusieurs films historiques et bibliques, dont quatre mini-séries. Sa série télévisée Jésus de Nazareth  de 1977 a été nommée deux fois aux Emmy Awards, et Marco Polo huit fois, en 1982. En 2004, il a réalisé The Wonders of the Vatican Library, un documentaire sur la Bibliothèque du Vatican de près de trois heures,.

## Filmographie

### Cinéma

#### Producteur
- 1965 : E venne un uomo d'Ermanno Olmi

#### Scénariste
- 1965 : E venne un uomo d'Ermanno Olmi
- 1971 : Sans mobile apparent de Philippe Labro
- 1973 : Une journée bien remplie de Jean-Louis Trintignant

### Télévision

#### Producteur
- 1974 : Mosè de Gianfranco De Bosio
- 1977 : Jésus de Nazareth de Franco Zeffirelli
- 1982 : Marco Polo de Giuliano Montaldo

#### Réalisation
- 1985 : A.D. : Anno Domini, co-réalisation avec Stuart Cooper (mini-série)

#### Scénariste
- 1982 : Marco Polo de Giuliano Montaldo
- 1990 : La primavera di Michelangelo, de Jerry London

## Récompenses et distinctions
- 1966 : David di Donatello - Targa d'oro
- Emmy Awards
  - 1978 : meilleure mini-série, pour : Jésus de Nazareth
  - 1982 : meilleure mini-série, pour : Marco Polo[1]